# Stäppörn
Stäppörn (Aquila nipalensis) är en stor hotad rovfågel som främst häckar i Asien.

## Utseende och läten
Stäppörnen är en stor örn med brun ovansida och svartaktiga vingfjädrar liksom svartaktig stjärt. Den mäter 62–74 centimeter och har ett vingspann på 165–190 centimeter. Stäppörnen är både större och mörkare än dess nära släkting savannörnen. Den har dessutom till skillnad från denna en blek strupe och en mungipa som sträcker sig förbi ögat. Till skillnad från skrikörnarna är näsborren oval. Stäppörnen har ett kråkliknande skällande läte men är relativt tystlåten.

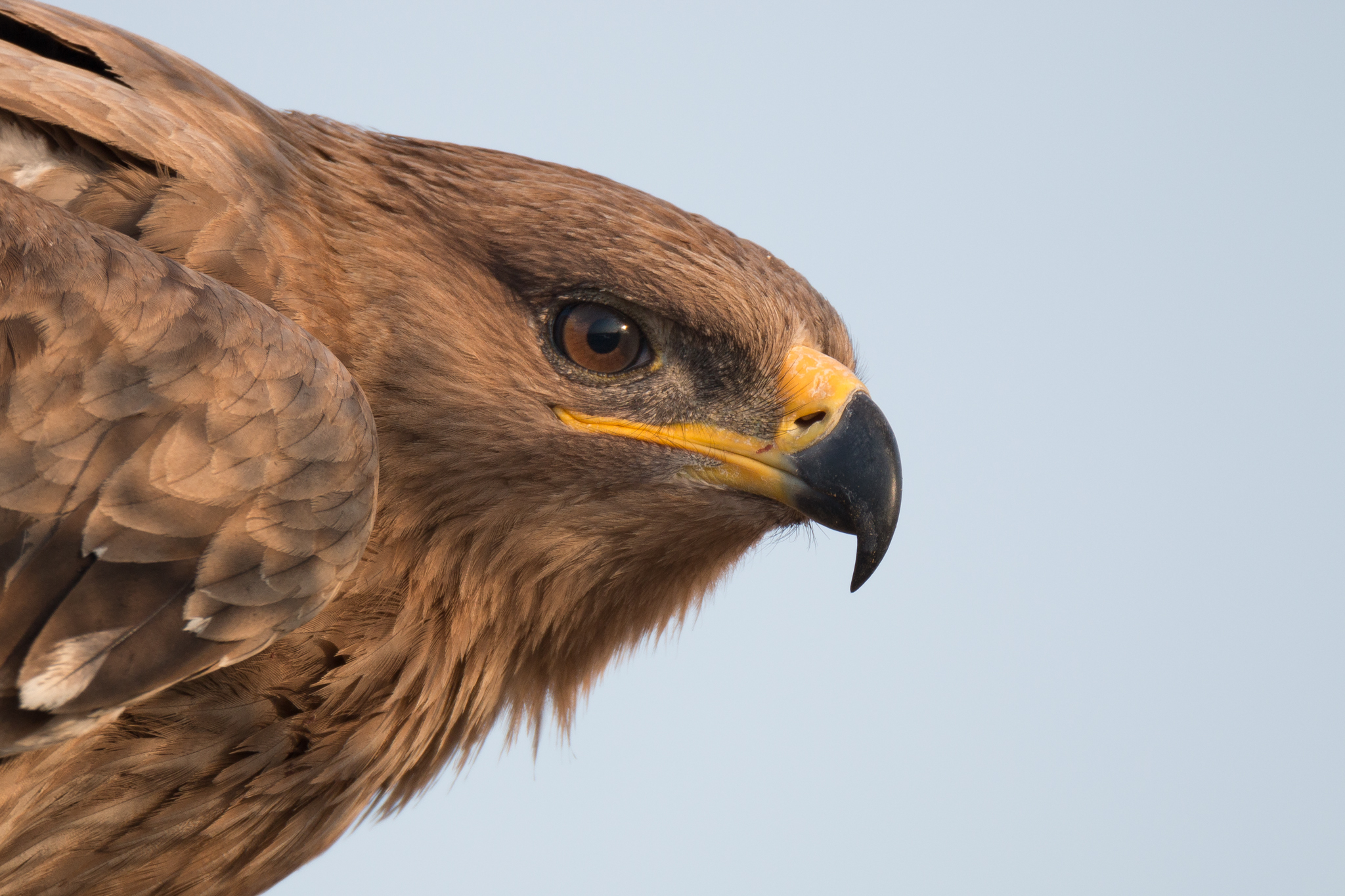
Stäppörnens mungipa är ett säkert sätt att skilja den från den liknande savannörnen.
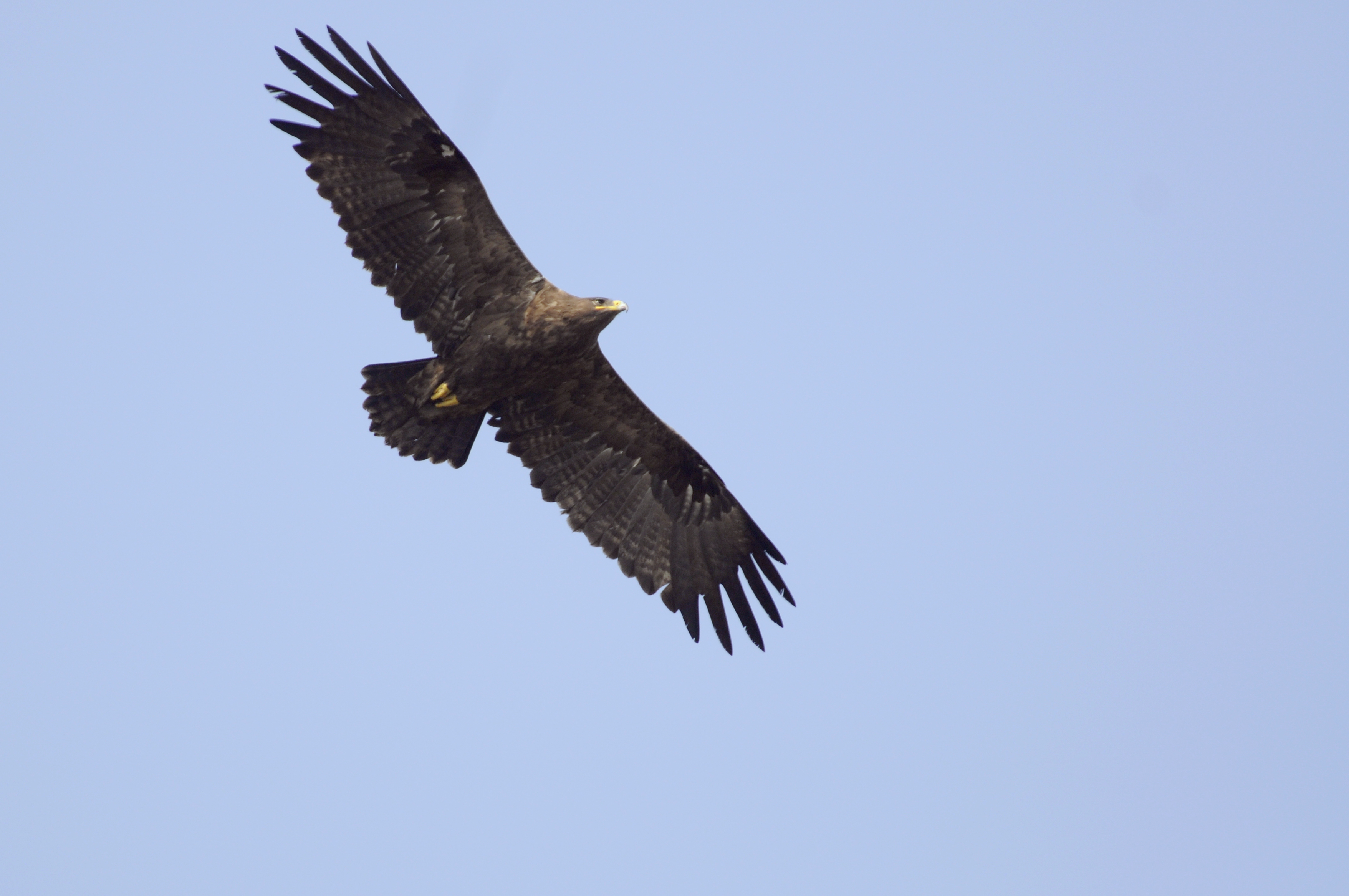
Stäppörn i flykten i Gurgaon, Indien.
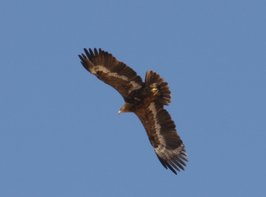
Juvenil

## Utbredning och systematik

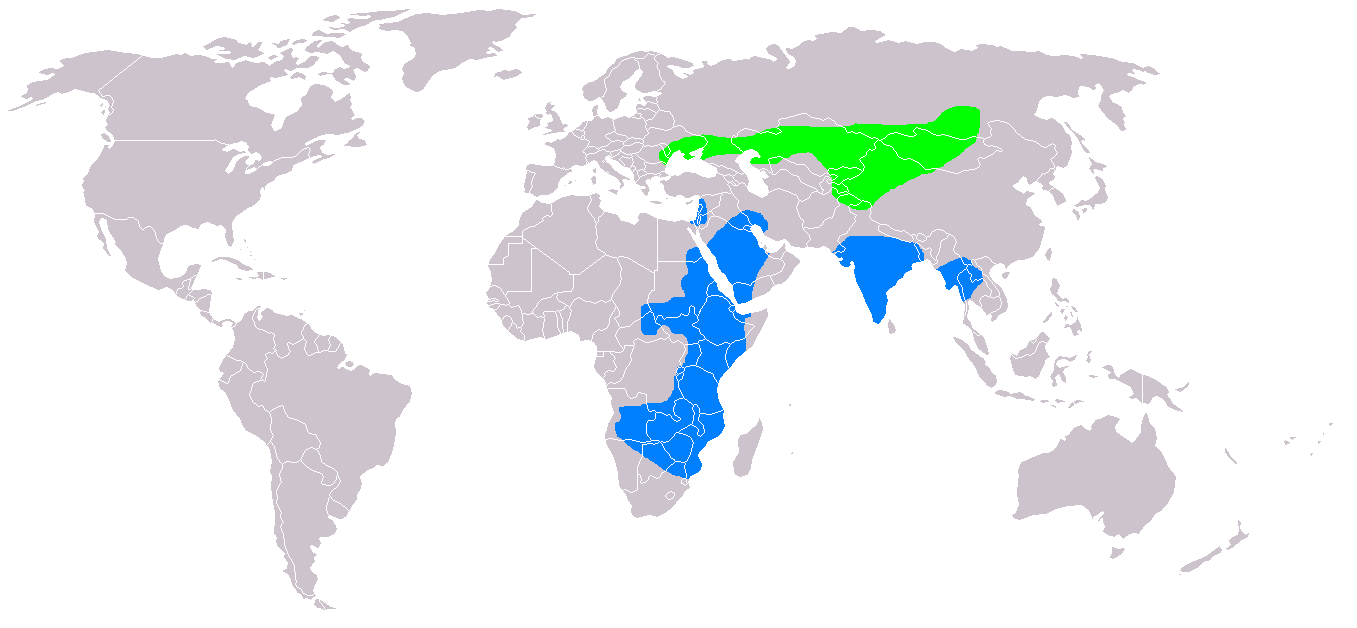
Stäppörnens utbredning:
Ljusgrön - häckningsområde
Blå - vinterkvarter

Stäppörnen delas upp i två underarter med följande utbredning:
- Aquila nipalensis nipalensis – den östliga nominatformen häckar i Mongoliet, Kina och Tibet.
- västlig stäppörn[3] Aquila nipalensis orientalis (Cabanis, 1854) – häckar i östra Ukraina, Europeiska Ryssland, Turkmenistan, Kazakstan och österut till Balchasjsjön.

Den är en flyttfågel som övervintrar i södra och sydöstra Asien och i västra och södra Afrika. Under flyttningen undviker den öppet vatten, varvid flyttningen koncentreras kring landbryggor.
Stäppörnen har tidvis förväxlats med den snarlika savannörnen (Aquila rapax) och de har ibland kategoriserats som samma art, men DNA-analyser visar att arterna inte är nära besläktade.

### Observationer i Sverige
Fågeln är en sällsynt men i stort sett årlig gäst i Sverige med ett knappt 60-tal fynd, de absoluta merparten i Skåne och på Öland. Första fyndet gjordes i Falsterbo 1964.

## Ekologi

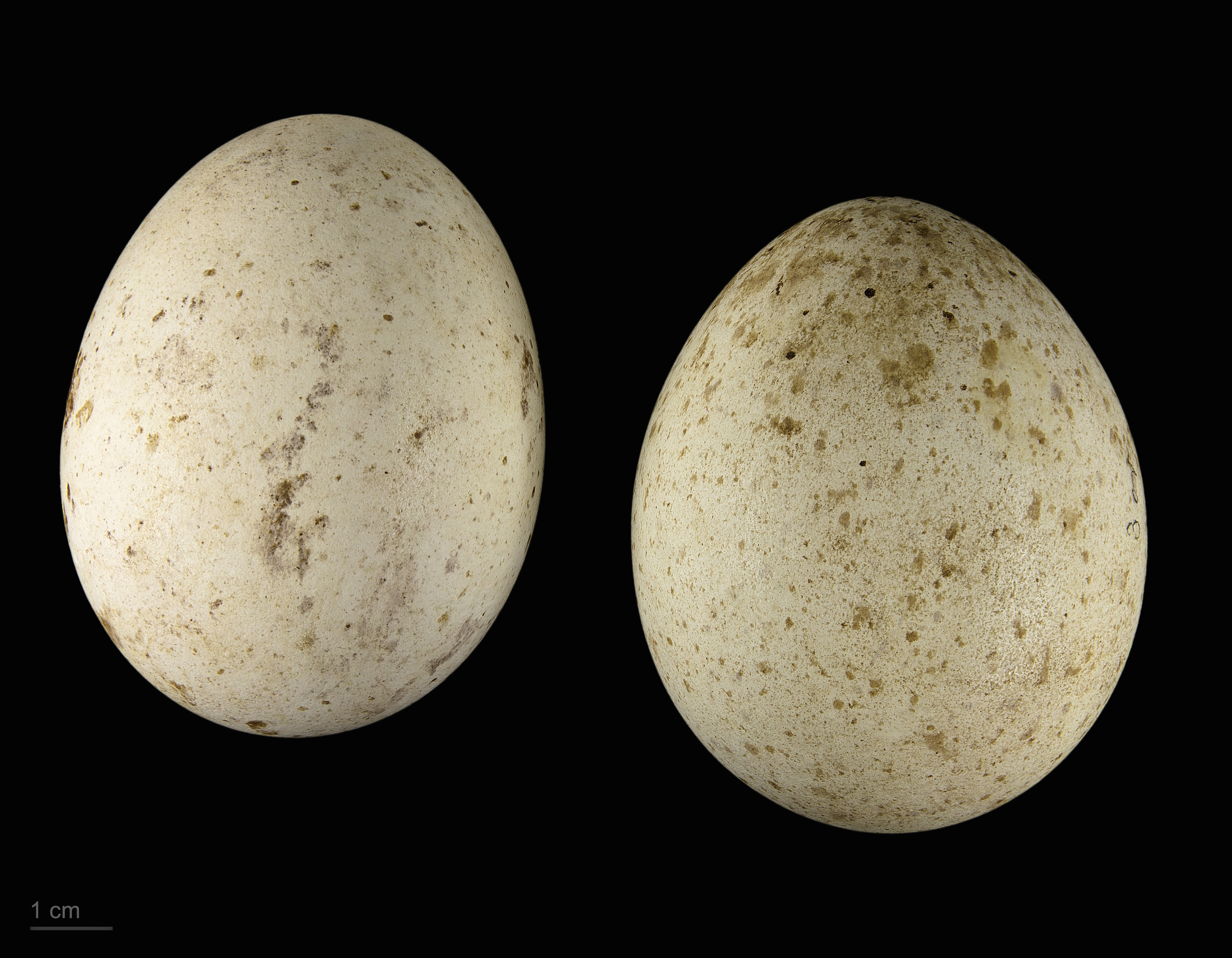
Ägg av stäppörn (museispecimen).

Arten föredrar öken, halvöken, stäpp eller savann. Stäppörnen lever huvudsakligen av små däggdjur i häckningsområdet, i vissa områden i princip enbart av sislar. Vintertid i Östafrika består dess huvudföda av mullvadsgnagare och i södra Afrika av termiter och blodnäbbsvävare. Den intar också färskt as, gärna stulet från andra rovfåglar.

### Häckning

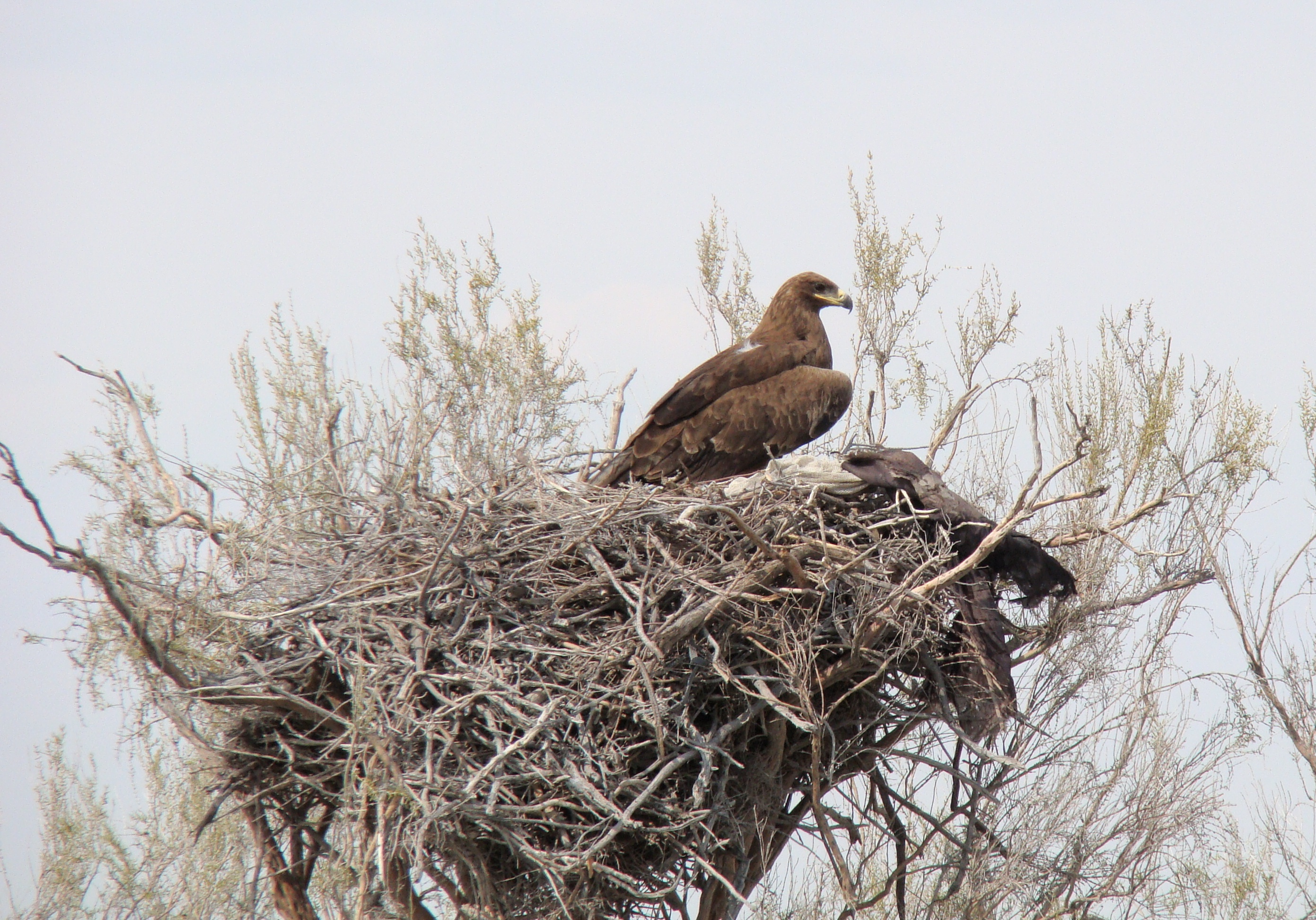
Stäppörn på bo.

Traditionellt har stäppörnen byggt bo på marken, men habitatförändringar verkar ha fått den att skifta till att snarare bygga några meter upp i en buske eller ett träd.[källa behövs] Den lägger en till tre ägg.

## Status och hot
Världspopulationen bedöms uppgå till under 37 000 par. Från att tidigare ha bedömts som livskraftig omkategoriserade internationella naturvårdsunionen IUCN arten till starkt hotad. Att arten minskar kraftigt i dess europeiska utbredningsområde och försvunnit från exempelvis Rumänien, Moldavien och Ukraina var tidigare känt, men ny data visar att även de övriga populationerna också försvinner i alarmerande takt. Totalt tros arten ha minskat med 58,6 % mellan 1997 och 2011 samt 2013–2015.
Tre grupper av faktorer tros påverka populationen i Ryssland och Kazakstan: ökad dödlighet till följd av kollision med kraftledningar, förgiftning av bekämpningsmedel och direkt förföljelse; sämre tillgång på rätt levnadsmiljö och sämre tillgång på föda; dålig häckningsframgång till följd av att bon förstörs och hög dödlighet bland ungfåglar på grund av bränder och att de störs av människa och boskap.
Unga örnar tas också ur bon för vidare försäljning i västeuropeiska länder. I Eilat i Israel har man också observerat minskat antal flyttande fåglar och andelen ungfåglar direkt efter Tjernobylkatastrofen, vilket tyder på att arten har påverkats av radioaktivitet. Arten är också sårbar för veterinärmedicinen diclofenac som också drivit gamar i Pakistan och Indien mot utrotning.

## Namn
Stäppörnens vetenskapliga artnamn nipalensis betyder "från Nepal".